# Junior Dutra
Junior Dutra (født 25. april 1988) er en brasiliansk fodboldspiller.